# Wok von Rosenberg
Pour les articles homonymes, voir Rosenberg.
Wok de Rosenberg (en tchèque : Vok z Rožmberka), né vers 1210 et mort le 3 juin 1262 à Graz, est un noble et homme d'État tchèque, nommé maréchal suprême du royaume de Bohême en 1255. Au service du roi Ottokar II, il fut gouverneur (Landeshauptmann) de la Haute-Autriche à partir de 1256 puis du duché de Styrie de 1260 jusqu'à sa mort. Constructeur du château de Rožmberk, il est l'un des ancêtres de la famille Rosenberg.

## Biographie

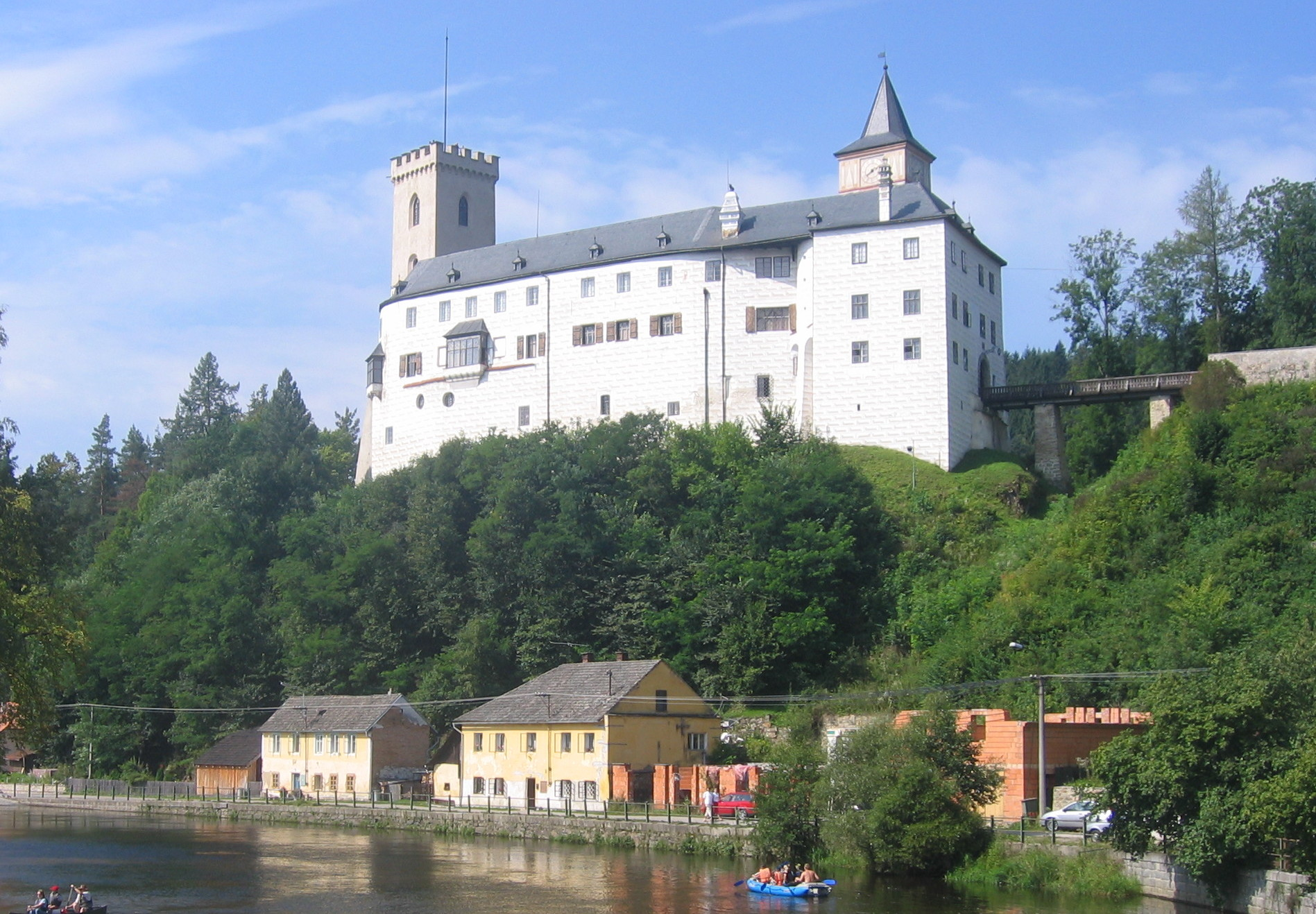
Château de Rožmberk sur la Moldau.

Wok est issu de la noble famille bohémienne des Vítkovci (Vitkonides). Ses parents sont Vitiko III de Prčice (mort vers 1256) et Cunégonde de Schönhering-Blankenberg issue de la noblesse bavaroise-autrichienne. Son père fonde la branche familiale des Rosenberg, Wok est le premier à utiliser le prédicat « de Rosenberg ». Il vient du château de Rožmberk, qui aurait été construit par lui ou son père après 1225.
Il est mentionné pour la première fois sous le nom de Woko de Rosenberch le 22 juin 1250 dans un document du roi Venceslas Ier de Bohême, avec lequel il fait don de la chapelle Saint-Barthélemy au chapitre de la cathédrale Saint-Guy de Prague. Cependant, il est déjà mentionné pour l'année 1246 dans le livre des princes, que le Viennois Jans der Enikel écrit probablement dans les années 1280. Jans décrit la bataille près de Laa sur la Thaya, qui a lieu le 26 janvier 1246 entre les forces du duc Frédéric II d'Autriche et l'armée du royaume de Bohême dirigée par Ulrich, le fils aîné du duc Bernard de Carinthie. On ne sait pas si cette poésie correspond aux faits historiques.
Le 7 juin 1255, Wok est nommé grand maréchal du royaume de Bohême par le roi Ottokar II. Dans cette position, il doit accompagner le roi dans sa croisade contre les tribus païens des Prussiens la même année, comme soutien à l'ordre Teutonique. Après la mort de son père, en 1256, Wok assume les fonctions de capitaine et de magistrat du district autrichen au-dessus de l'Enns. La même année, il confirme à l'abbé cistercienne de Zwettl que le sel produit par le couvent est exempt de péages.
En 1256, lors des combats d'Ottokar pour la couronne impériale durant le Grand Interrègne, une bataille armée éclate à la frontière entre la Bohême et la Bavière près de Burghausen, à laquelle Wok et son armée prennent part. Le 23 avril 1257, il témoigne de l'alliance militaire entre Ottokar et l'évêque de Passau Othon de Lonsdorf. En août de la même année, il combat aux côtés d'Ottokar contre le duc Henri XIII de Bavière. L'armée d'Ottokar réussit à avancer jusqu'à Altfraunhofen, qui est au sud de la résidence royale de Henri à Landshut. Avec le soutien de son frère Louis, toutefois, Henri riposte à Ottokar à Mühldorf sur l'Inn en 1258. Après la défaite, le roi, Wok et d'autres nobles s'enfuient à Mühldorf, qui appartient à l'époque à l'archidiocèse de Salzbourg, où ils sont encerclés par l'ennemi. Au bout de neuf jours, ils abandonnent le combat et sont autorisés à quitter la ville. En octobre 1258 à Wels, Wok confirme trois des actes d'Ottokar pour l'abbaye de Kremsmünster.
En juillet 1260, Wok combat aux côtés du roi Ottokar lors de la bataille de Kressenbrunn, au cours de laquelle les troupes de la Bohême et de la Styrie vainquent les forces du roi Béla IV de Hongrie. En récompense de sa bravoure, il est nommé juge du pays au-dessus de l'Enns par Ottokar la même année et reçoit également la seigneurie de Raabs sur la Thaya en tant que fief héréditaire. Le 25 décembre 1260, il est nommé gouverneur de Styrie (capitaneus Styrie) par Ottokar II en tant que successeur d'Henri Ier de Liechtenstein. En raison de divers litiges juridiques, il organise une journée d'audience (Landtaiding) à Marburg (Maribor) en juillet 1261 et une autre à Leoben à l'automne de la même année.
En 1259, Wok fonde l'abbaye de Vyšší Brod. Selon la tradition, il l'aurait construit en remerciement pour son sauvetage miraculeux des inondations de la Moldau. En 1262, il soutient les chevaliers teutoniques de Hradec (Neuhaus).
Wok meurt à Graz en Styrie le 3 juin 1262. Son corps est transporté à Vyšší Brod et enterré dans la crypte familiale qu'il avait fait construire dans l'église abbatiale. Il est honoré dans les nécrologies du monastère. Le fils de Wok, Henri Ier de Rosenberg, devient héritier et successeur. Le testament de Wok est rédigé à Graz et daté du 4 juin 1262. Comme son exactitude ne fait aucun doute, il s'agit probablement d'une erreur de datation. Les abbayes de Schlägl et Ústí reçoivent des donations testamentaires. Le roi Ottokar II transfère le poste de gouverneur de la Styrie à Bruno de Schaumbourg, évêque d'Olomouc.

## Fondations et possessions

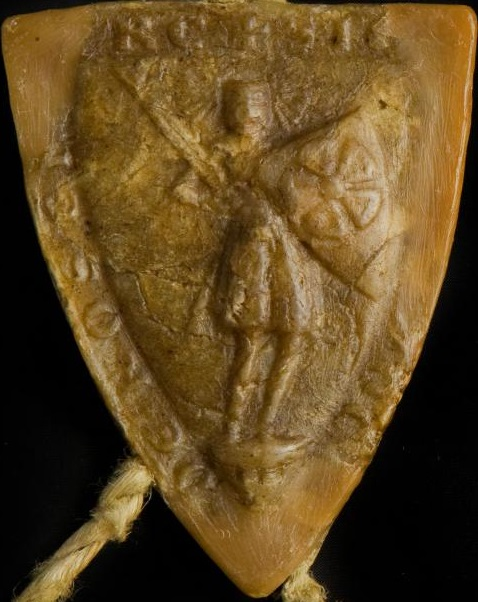
Sceau de Wok de Rosenberg.

Wok contribue grandement à la colonisation du sud de la Bohême. En plus de l'abbaye de Vyšší Brod (Hohenfurth), autour duquel la ville se développe sur la rive droite de la Moldau, il fonde Rožmitál (Rosenthal) au pied de la forêt de Bohême. Le village de Stradonice (aujourd'hui Rožnov, un quartier de České Budějovice), qui est fondé par les Vítkovci, est élargi par Wok pour inclure le Forum Novum. Au cours de l'expansion du pays dans la forêt frontalière silésienne-morave, il fit construire le château de Prudnik comme base dans le nord de la Moravie, autour duquel son fils Henri fonde la ville de Prudnik avant 1302. Après la mort de son frère Vitek de Příběnice, Wok hérite du domaine de Příběnice (près de Malšice).

## Contrefaçons et légendes
Le prétendu gouvernement de Wok sur le duché de Carinthie n'est pas documenté. On le mentionne pour la première fois par l'archiviste des Rosenberg Václav Březan (1568–1618) et est probablement le résultat de contrefaçons faites dans la chancellerie pendant le règne d'Ulrich II de Rosenberg, nommé gouverneur de la Bohême en 1439. Le document daté du 23 juin 1264, dans lequel Ottokar II nomme Wok et ses descendants le plus haut burgrave et le plus haut juge du royaume de Bohême et lui donne en même temps le château de Sokolec (près de Benešov nad Černou et la forteresse de Přenice(?), est également un faux. Pour cette raison, les autres droits et privilèges accordés aux Rosenberg dans le document ne correspondent pas aux faits.
Avec un document également falsifié et daté du 14 novembre 1264, Ottokar II aurait placé le monastère cistercien de Zlatá Koruna (Goldenkron) sous la protection de Wok (qui était déjà décédé depuis deux ans) et de ses descendants et lui aurait accordé des droits de chasse sur les terres du monastère. Ce fait aurait été confirmé par le roi de Bohême Jean de Luxembourg avec un document daté du 17 septembre 1333. Ce document, lui aussi, est plus tard reconnu assez facilement par les historiens comme un faux. À cause des faux documents, cependant, l'archiviste Václav Březan suppose que les Rosenberg étaient les fondateurs du monastère. Il répand cette hypothèse avec l'extrait sommaire qu'il écrit en 1609 de sa chronique des Rosenberg, qui n'a pas été conservé. Le véritable fondateur du monastère est le roi de Bohême Otakar II lui-même, qui veut probablement aussi entraver l'expansion des Rosenberg en fondant le monastère, dont les terres atteignent les possessions de la famille. En revanche, il est clair que le monastère a souffert sous les attaques des Rosenberg. Ulrich II s'en est approprié pendant les croisades contre les hussites et n'a pas voulu le rendre, il a donc falsifié deux autres documents.

## Famille
Wok est marié à Hedwig (Hedvika ze Schaunberka), veuve de Henri de Kuenring. Ses parents sont Henri de Schaunberg et Hailwig de Plain. Les fils sont issus du mariage avec Wok :
- Henri Ier de Rosenberg (mort en 1310), trésorier du royaume de Bohême ;
- Vitiko VI de Rosenberg (mort en 1277).

Après la mort de Wok, Hedwige épouse Frédéric de Stubenberg, avec qui elle vit en Styrie. En 1300, elle reçoit de son fils Henri l'usufruit à vie des seigneuries d'Eibenstein et de Plessberg en Autriche et de Stopnitz en Bohême. Elle meurt le 13 février 1315 et est inhumée dans l'abbaye de Rein.

## Source de traduction
1. ↑  Bibliothèque de l'Ecole des Chartes, 34, 1867 (lire en ligne), p. 379
2. ↑  (de) Markéta Kachlíková, Vít Pohanka, « Die letzten Zisterzienser in Böhmen: Kloster Vyšší Brod », sur Radio Prague, 2020 (consulté le 25 mai 2022)

- (de) Cet article est partiellement ou en totalité issu de l’article de Wikipédia en allemand intitulé « Wok von Rosenberg » (voir la liste des auteurs).